# George Thomas (football)
Pour les articles homonymes, voir Thomas.
 (octobre 2018).
Si vous disposez d'ouvrages ou d'articles de référence ou si vous connaissez des sites web de qualité traitant du thème abordé ici, merci de compléter l'article en donnant les références utiles à sa vérifiabilité et en les liant à la section « Notes et références ».
George Stanley Thomas, né le 24 mars 1997 à Leicester (Angleterre), est un footballeur international gallois qui évolue au poste de milieu de terrain à Cambridge United.

## Biographie

### Carrière en club
Le 28 janvier 2014, il fait ses débuts professionnels en faveur de Coventry lors d'un match contre Leyton Orient.
A l'issue de la saison 2016-17, Thomas est nommé joueur de la saison de Coventry. 
Le 8 août 2017, il rejoint le club de Leicester City.
Le 27 juillet 2020, il rejoint QPR.
Le 31 janvier 2023, il rejoint Cambridge United.

### En équipe nationale
Il inscrit cinq buts avec les espoirs gallois lors des éliminatoires du championnat d'Europe espoirs 2019. Il marque deux doublés face au Liechtenstein, et un but contre la Suisse.
Le 28 mai 2018, il fait ses débuts avec l'équipe du Pays de Galles, lors d'un match amical contre le Mexique (score : 0-0 à Pasadena).